# دتوا
دتوا (به لاتین: Detva) یک شهرک با جمعیت ۱۵٬۰۲۰ نفر که در Detva District، اسلواکی واقع شده‌است.